# 临床诊断学
臨床診斷學是研究診斷疾病的基本原则和方法的學科，是臨床醫學的基礎與起步，得到正確的診斷才能導向正確的治療，並有利於臨床醫學的研究。
臨床診斷學的内容包括：現在病史與過去病史的詢問（或稱病史詢問）、理學檢查（或稱體格檢查）、實驗診斷學、影像診斷學等。

## 教学
2006年3月，北京16家医疗卫生机构整合资源成立了“首都医科大学临床诊断学系”，旨在培养临床实验高质量人才，促进北京临床检验诊断水平的提高。